# أرسيلينيدا
أرسيلينيدا أو الأميبا ذات الصدفة والفصوص أو الأميبا المفصصة المغدفة أو الدِّفلوجيَّات هي من الطلائعيات وحيدة الخلية المحاطة بصدفة بسيطة.

## وصلات خارجية
- ISTAR, the International Society for Testate Amoeba Research
- Tree of Life: Arcellinida
- An article by G. T. Swindles
- Protozoa: The testate amoebae
- BioImages: The Virtual Field-Guide (UK) - TESTACEA (Testate amoebae)
- Pictures of testate amoebae
- The Cushman Foundation Thecamoebian Page